# 4679 Sybil
4679 Sybil è un asteroide della fascia principale. Scoperto nel 1990, presenta un'orbita caratterizzata da un semiasse maggiore pari a 3,0401056 UA e da un'eccentricità di 0,0476076, inclinata di 17,39789° rispetto all'eclittica.